# Йохан VIII фон Монфор-Тетнанг
Йохан VIII фон Монфор-Тетнанг (на немски: Johann VIII Graf von Montfort in Tettnang; * 25 ноември 1627; † 12 септември 1686, Лангенарген на Боденското езеро) е граф на Монфор в Тетнанг.

## Произход
Той е големият син на граф Хуго XV фон Монфор-Тетнанг (1599 – 1662) и съпругата му Йохана Евфросина фон Валдбург-Волфег (1596 – 1651), дъщеря на наследствен „трушсес“ граф Хайнрих фон Валдбург-Волфег (1568 – 1637) и графиня Мария Якоба фон Хоенцолерн-Зигмаринген (1577 – 1630). Внук е на граф Йохан VI фон Монфор-Тетнанг (1558 – 1619), губернатор (ландесхауптман) на Щирия (1586 – 1590), и съпругата му графиня Сибила Фугер-Вайсенхорн (1572 – 1616), дъщеря на Якоб III Фугер (1542 – 1598). Брат е на Йохан Антон I фон Монфор-Тетнанг (1635 – 1708).

## Фамилия
Първи брак: през 1655 г. с графиня Мария Анна Евсебия фон Кьонигсег (* 1627; † 3 април 1656), дъщеря на граф Ханс Вилхелм фон Кьонигсег-Аулендорф († 1663) и трушсеса Валбурга Евзебия фон Валдбург (1595 – 1671). Те имат две дъщери:
- Мария Цецилия фон Монфор († 20 април 1697)
- Мария Анна Катарина фон Монфор († 13 декември 1686), омъжена 1679 г. за граф Антон Евзебиус фон Кьонигсег-Аулендорф (* 25 май 1639; † 1 юни 1692).

Втори брак: на 20 август 1658 г. с графиня Мария Катарина фон Зулц (* 16 юни 1630, Тинген; † 2 ноември 1686), дъщеря на граф Карл Лудвиг Ернст фон Зулц (1595 – 1648), ландграф в Клетгау, и графиня Мария Елизабет фон Хоенцолерн-Зигмаринген (1592 – 1659). Те имат три деца:
- Мария Терезия Фелицитас фон Монфор († 1742)
- Мария Франциска Елизабет фон Монфор (* 13 януари 1668; † 21 август 1726), омъжена на 5 август 1685 г. за фрайхер и граф Йохан Кристоф фон Валдбург-Цайл-Траухбург (* 19 юни 1660; † 14 февруари 1720)
- Антон II фон Монфор (* 26 ноември 1670, Лангенарген; † 7 декември 1733), женен на 16 май 1693 г. в Тетчен за графиня Мария Анна Леополдина фон Тун и Хоенщайн (* 26 ноември 1664; † 12 октомври 1733, Залцбург)

## Галерия
- Старият дворец Тетнанг
- Замък Монфор в Лангенарген